# Фелицитас

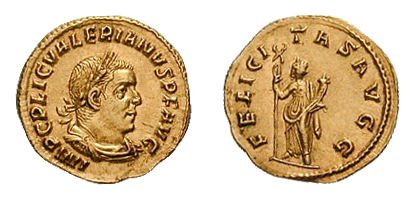
Felicitas Augusta держит кадуцей и рог изобилия, два символа здоровья и богатства, на обратной стороне ауреуса, отчеканенного при императоре Валериане I

В древнеримской культуре felicitas (от латинского прилагательного felix, переводимого как «плодотворный, благословенный, счастливый, удачливый») — это состояние божественного вдохновения, блаженства или счастья, которое могло отождествляться как с плодовитостью женщины, так и с удачей полководца. Оно персонифицировалось в виде культа богини Фелицитас. Хотя имя богини можно перевести как «удача», а сама она имела некоторые общие черты и атрибуты с Фортуной, в римской религии эти два понятия различались. Фортуна была непредсказуема, а последствия её вмешательства могли быть негативными, о чём свидетельствует существование алтаря Mala Fortuna («невезение»). Фелицитас, напротив, всегда ассоциировалась с положительной стороной удачи. Она упоминалась с несколькими эпитетами, которые подчёркивали её божественную силу.
Храм, посвящённый Фелицитас, существовал в Риме ещё в середине II века до нашей эры, а в эпоху Римской республики она чествовалась на двух официальных религиозных праздниках: 1 июня в праздник Юноны и 9 октября в праздник Fausta Felicitas. Фелицитас продолжала играть важную роль в имперском культе и часто изображалась на монетах как символ богатства и процветания Римской империи. Её главные атрибуты — кадуцей и рог изобилия.

## Как добродетель или качество

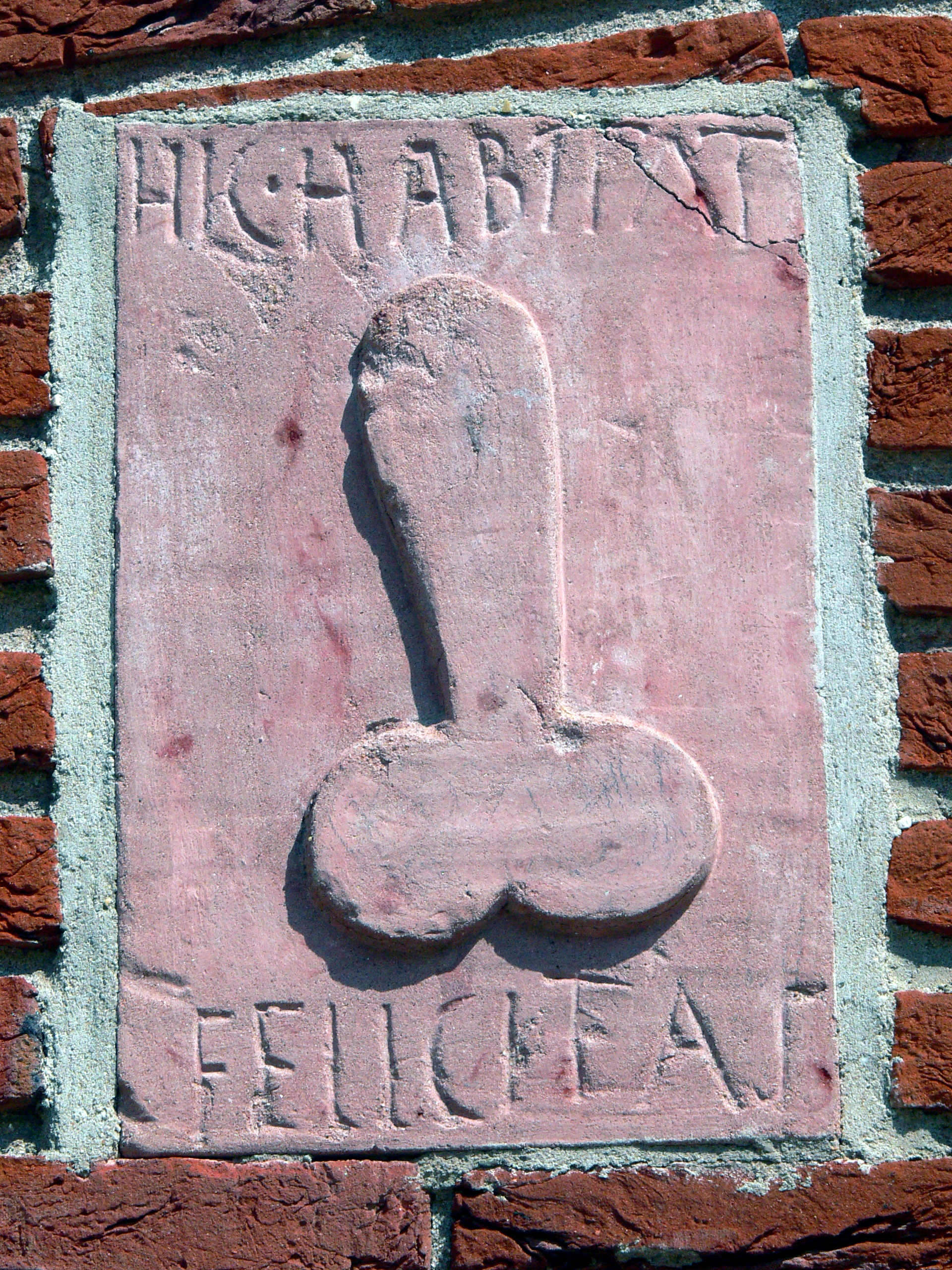
Фаллический рельеф с надписью Hic habitat Felicitas («Фелицитас обитает здесь»)

В своём религиозном значении felix переводится как «благословенный, находящийся под покровительством или милостью богов; счастливый». Посредством felix достигалось pax deorum, состояние гармонии с божественным миром. Это слово происходит от праиндоевропейского *dhe(i)l, переводимого как «счастливый, плодотворный, продуктивный, насыщенный». К родственным ему латинским словам относятся femina («женщина», которая обеспечивает питание или кормит грудью), felo (кормить грудью младенца), filius («сын») и, вероятно, fello, fellare («выполнять фелляцию», с первоначально несексуальным значением «сосать»). На связь культа богини с влиянием на половую потенцию, увеличением и общей удачей в плодородии указывает надпись Hic habitat Felicitas («Фелицитас обитает здесь») на апотропейном рельефе фаллоса в пекарне в Помпеях.
В архаичной римской культуре felicitas было свойством, выражающим тесную связь между религией и сельским хозяйством. Так, во время жертвоприношений суоветаурилии, проведённых Катоном Старшим в качестве цензора в 184 году до н. э., нашли ритуальные ошибки. В последующие три года Рим был поражён множеством дурных предзнаменований и чудес (prodigia), таких как сильные бури, эпидемии и «ливни крови», которые потребовали ряда искуплений (просьб). Речь, которую Катон произнёс в свое оправдание, известна как Oratio de lustri sui felicitate. По утверждению Катона, следовало считать, что люстр принёс felicitas, «если бы урожаи заполнили хранилища, если бы урожай был обильным, если бы оливковое масло в изобилии текло из рощ», независимо от того, что ещё произошло бы. Действенность ритуала могла быть выражена, таким образом, через его felicitas.
Способность развивать felicitas служила доказательством своего превосходства и божественной милости. Felicitas была одновременно божественным даром, качеством, которое обитало внутри индивида, и заразительной способностью порождать благоприятные условия вне себя: это была форма «харизматического авторитета». Цицерон называл felicitas одной из четырёх добродетелей образцового полководца, наряду со знанием военной науки (scientia rei militaris), доблестью (virtus) и авторитетом (auctoritas). Доблесть служила непременным дополнением к felicitas, которая не должна была привязываться к тем, кто был её недостоин. Цицерон приписывал felicitas, в частности, Помпею Великому и отличал эту felicitas даже от божественной удачи, которой пользовались успешные полководцы, такие как Фабий Максим, Марцелл, Сципион Младший и Гай Марий.
Изречения Публилия Сира часто были связаны с божественными качествами, включая felicitas.

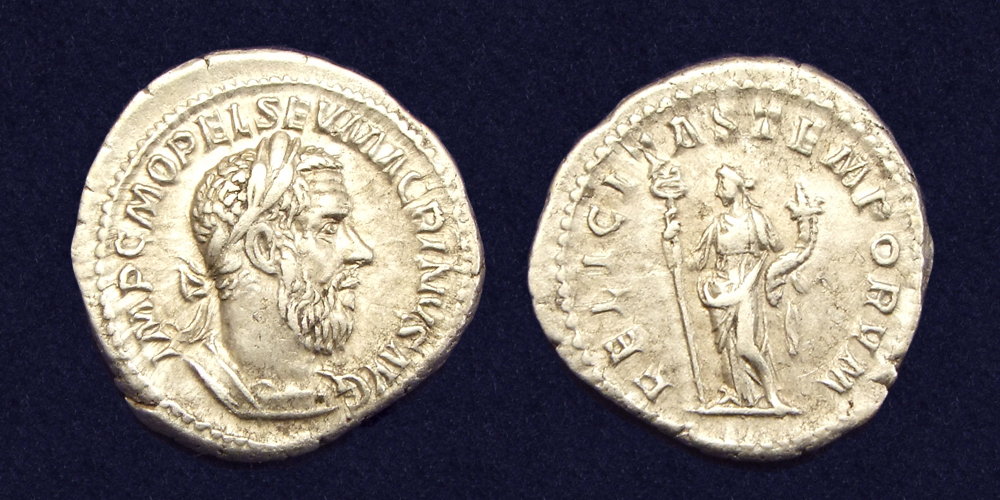
Денарий Макрина с надписью FELICITAS TEMPORVM на обратной стороне

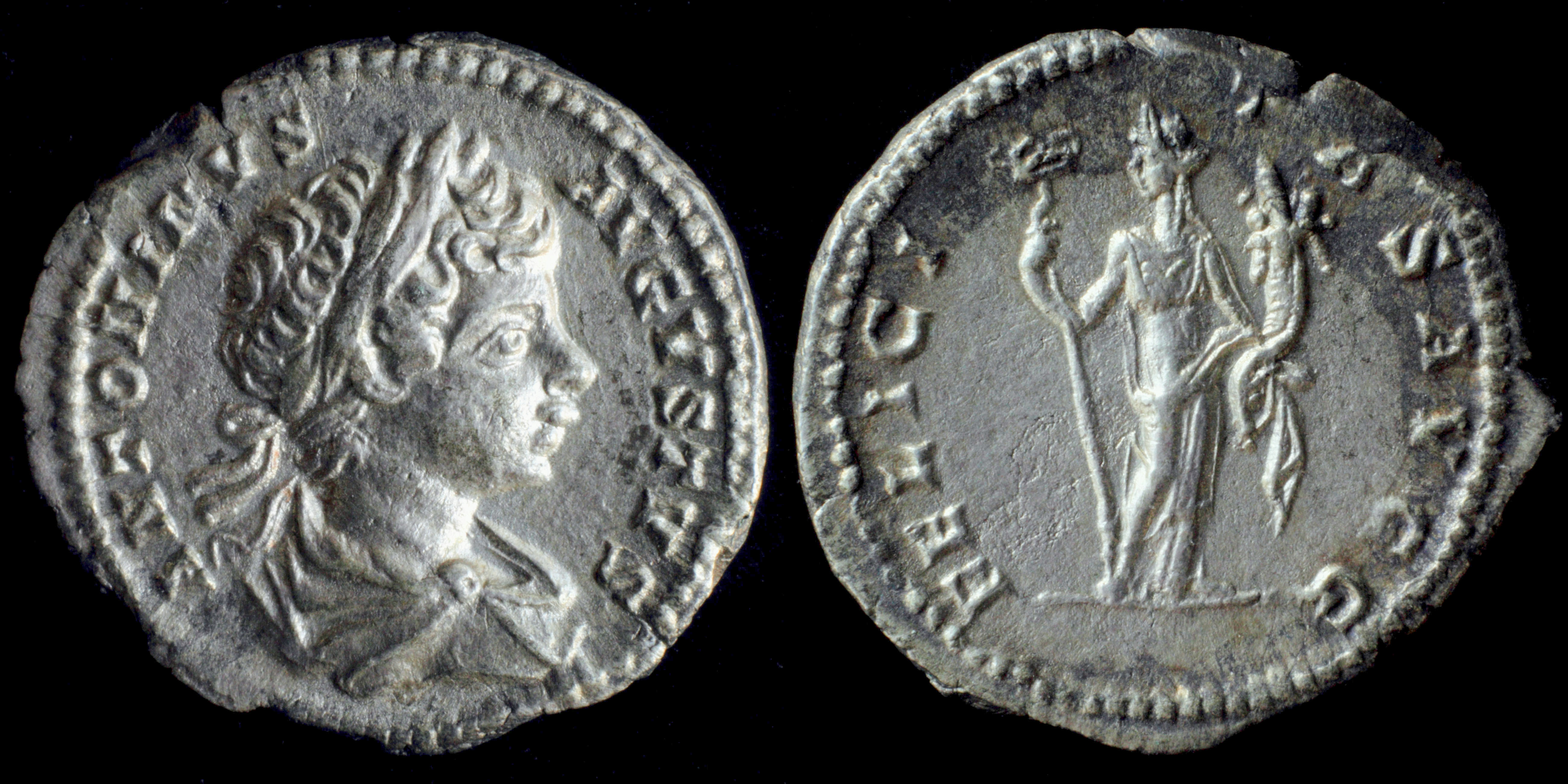
Денарий Каракаллы с надписью FELICITAS AVGG на обратной стороне

## Эпитеты
Эпитеты Фелицитас:
- Augusta, богиня в её связи с императором и имперским культом.
- Fausta, государственное божество, почитаемое 9 октября совместно с Venus Victrix и Genius Populi Romani («Гением» римского народа, также известным как Genius Publicus).
- Publica, «общественная» Фелицитас, то есть аспект божественной силы, который был связан с res publica, обществом или с римским народом (Populus Romanus).
- Temporum, Фелицитас «времён», подчёркивающая состояние felicitas для временных обстоятельств.

## В астрономии
В честь Фелицитас назван астероид (109) Фелица открытый 9 октября 1869 года германо-американским астрономом К. Г. Ф. Петерсом в обсерватории Литчфилд, 